# Stazione di San Marino (Italia)
Stazione di San Marino vasútállomás Olaszországban, Veneto régióban, San Nazario település San Marino frazionéjában.

## Vasútvonalak
Az állomást az alábbi vasútvonalak érintik:
- Trento–Velence-vasútvonal

## Kapcsolódó állomások
A vasútállomáshoz az alábbi állomások vannak a legközelebb: 
- Stazione di Carpanè-Valstagna
- Stazione di Cismon del Grappa